# Ima Shalom
Ima Shalom (segle i) és una de les poques dones que es nomenen al Talmud. Va ser la dona d'Eliezer ben Hurcanus, un prominent savi Mishnaic i la germana de Rabban Gamaliel II de Yavneh, la primera persona que va dirigir el Sanedrí com Nasi després de la caiguda del segon temple, que va ocórrer en l'any 70.
Alguns estudiosos creuen que, com Brúrah, Ima Shalom era el compost de diverses persones.
Ima Shalom s'esmenta per nom en quatre tradicions. Tres d'ells apareixen al Talmud de Babilònia.